# خانيك بتشة (أرسك)
خانیك بتشة (بالفارسية: خانیک بچه) هي مستوطنة تقع في إيران في قسم أرسك الريفي.